# Stethoncus auberti
Stethoncus auberti är en stekelart som beskrevs av Ian D. Gauld och Sithole 2002. Stethoncus auberti ingår i släktet Stethoncus och familjen brokparasitsteklar. Inga underarter finns listade i Catalogue of Life.